# Star Channel (Portugal)
Star Channel (estilizado como ST★R Channel; conocido anteriormente como Fox) es un canal de televisión por suscripción portugués de origen estadounidense, propiedad de The Walt Disney Company Portugal y operado por The Walt Disney Company Iberia. Está orientado principalmente al público familiar, que principalmente especializa su contenido en series de televisión y largometrajes estadounidenses. Desde 2019 es propiedad de Walt Disney Company.

## Historia

### Como Fox
En febrero de 2003, se anunció que Fox comenzaría a transmitir un canal propio en Portugal a partir del 1 de marzo de ese año en el operador de cable NOWO (antes llamado Cabovisão) y el target principal se definió como espectadores de entre 18 y 45 años, con el objetivo de liderar el segmento de entretenimiento en Portugal. Fue uno de los canales con marca Fox que marcó tendencia en la región.
FOX fue el primer canal lanzado en Portugal por Fox Networks Group, seguido de Fox Life (actualmente Star Life), FX (actualmente Star Comedy) y Fox Crime (actualmente Star Crime). En mayo de 2005 pasó a formar parte del paquete del operador TV Cabo (actualmente NOS), ya que este operador también transmitía vía satélite. Sus canales hermanos son Star Life, Star Crime, Star Comedy, Star Movies y Star Mundo.
El 1 de julio de 2011 inició sus transmisiones en 16:9, junto con los canales Star Life y Star Movies. En septiembre de 2012 lo hizo Star Crime y en 2014 Star Comedy. En la actualidad, está presente en los principales operadores de cable, satélite e IPTV de Portugal (MEO, NOS, Vodafone, NOWO, DSTv y Zap)
Dentro de su programación ha emitido series norteamericanas como Los Simpson, House, Bones, The Walking Dead y Family Guy.
El alcance del canal aumentó en mayo de 2005, cuando se lanzó en la plataforma TV Cabo. A más de tres años de su lanzamiento, los ratings del canal aumentaron significativamente, convirtiéndose en la cuarta cadena de cable más vista, detrás de AXN, SIC Notícias y Canal Panda. El 1 de julio de 2011 inició sus transmisiones en 16:9, junto a sus canales hermanos. 

### Como Star Channel
El 27 de noviembre de 2023, The Walt Disney Company reveló que el canal cambiaría de nombre, dejando la marca FOX, y que "próximamente" se llamará Star Channel,  estrategia que ya se estaba barajando y aplicando en varias regiones del mundo y ahora se implementará en Europa. El concepto visual es el de una "estrella fugaz luminosa" que guiará a los espectadores a través de su programación.
Así, Fox pasó a llamarse Star Channel en Portugal el 7 de febrero de 2024, al igual que los canales restantes en esa con marca Fox.

## Identidad visual

2003-2005
2005-2019
2019-2024
Desde 2024